# 巴黎城市规划学校
巴黎城市规划学校（法語：École d'urbanisme de Paris）是法国马恩河畔尚市笛卡尔园区的一所城市规划学校。学校由法国城市规划学院（法語：Institut français d'urbanisme）和巴黎城市规划学院（法語：Institut d'urbanisme de Paris）在2015年合并而成。学校培养硕士与博士学位的学生，也颁发其他校颁文凭。

## 历史
2015年3月18日，学校由住房与城乡平等部长 Sylvia Pinel 宣布成立。学校的前身法国城市规划学校和巴黎城市规划学校原来分属巴黎第十二大学和巴黎东马恩河谷大学。两所学校的合并诞生了法国的第一所大学城市规划学校。2019年-2023年，原属法兰西岛应用科学学院的城市工程系并入城市规划学校。

## 位置
巴黎城市规划学校位于马恩河畔尚市笛卡尔高等教育园区中。学校与法国交通科学技术研究院和建筑科技中心共享由建筑师让-菲利普·巴加德设计的 Bienvenüe 大楼。
笛卡尔高等教育园区是大巴黎的卓越教育中心，也是法国排名第一的可持续城市研究发展中心（接受了这一领域四分之一的投资）。学校选址此处是看中了已经有15000名学生、3000名研究人员和工程师的校园，以及园区内的企业和实验室。

### 交通
乘坐RER A线至努瓦西 - 尚站下车可以到达学校。随着大巴黎快线的建设，该站将成为法兰西岛公共交通的主要换乘站。除外，的终点站也将设置在此。

## 学位与专业设置

### 硕士文凭

#### M1
进入硕士第一年的学习需要通过选拔考试。第一年的学习可以让不同专业的学生进行专业基础知识的学习。

#### M2
硕士研究生在第二年可以选择八个细分方向之一学习：
- M2 Développement et territoires,
- M2 Programmation, projet et management urbain,
- M2 Alternatives urbaines, démarches expérimentales et espaces publics,
- M2 Environnements urbains,
- M2 Transport et mobilité, 与国立路桥学校合作
- M2 Urbanisme et expertise internationale,
- M2 Développement urbain intégré (学徒),
- M2 Habitat et renouvellement urbain (学徒).

学生也可以选择研究方向以准备进入博士研究生学位。

### 大学校颁文凭
在初始教育研究生文凭之外，学校也为已经工作的人士提供继续教育：
- Agir en situation métropolitaine : Le Grand Paris
- Projet Urbain Participatif
- Conseiller Mobilité Insertion